# Aeroportul Clermont-Ferrand Auvergne
Aeroportul Clermont-Ferrand Auvergne (IATA: CFE, ICAO: LFLC) este un aeroport din Aulnat, Puy-de-Dôme, Auvergne-Ron-Alpi, Franța metropolitană, Franța ce deservește zona Clermont-Ferrand. Aeroportul a fost tranzitat în 2022 de 188.641 de pasageri. A fost numit după zona deservită.
Situat la o altitudine de 332 m, aeroportul dispune de 1 pistă. Este operat de Vinci Airports⁠(d).

## Infrastructură

### Piste
Aeroportul dispune de o singură pistă. Pista 08/26 are suprafața de asfalt și dimensiunile 3.015 m × 45 m. 